# Johann Konrad Kapp
Johann Konrad Kapp (* 25. Mai 1788 in Gerlingen; † nach 1849) war ein deutscher Verwaltungsbeamter.

## Leben
Kapp wurde als Sohn des Schmieds Johann Georg Kapp und seiner Frau Maria Dorothea, geb. Müller in Gerlingen geboren, wo er auch seine schulische Ausbildung erhielt. 1804 bis 1808 unternahm er Reisen nach Frankreich, wo er zeitweilig auch als Privatsekretär beschäftigt war. 1808 wurde er Schreiber bei einem Kommun-Rechnungsrevisor und bei der Stadt- und Amtsschreiberei Bensheim. Von 1826 bis 1832 war er Notar des Thurn und Taxisschen Amtsgerichts Obermarchtal und von 1832 bis zu dessen Auflösung 1849 Amtmann und Amtsvorstand des Thurn und Taxisschen Amts Scheer.